# Schriftgeleerden
Schriftgeleerden waren oorspronkelijk kopiisten van de Hebreeuwse Bijbel en andere heilige boeken in het jodendom. Ze waren verbonden aan de Joodse tempel en sommigen van hen hadden zitting in het sanhedrin. Vanaf op het laatst ca. 200 v.Chr. werd hun invloed op de religieuze en cultische literatuur steeds groter. Hun belang nam mede toe omdat zij tegenstanders waren van het hellenisme waartoe andere leiders in het jodendom neigden. Ze werden in toenemende mate onderwijzers en leiders van het volk. Tegen de periode van het Nieuwe Testament was hun invloed dominant geworden.
Schriftgeleerden is een verzamelnaam. Hun taken, kennis en vaardigheden verschilden onderling sterk. Sommigen legden zich toe op juridische taken, zoals het schrijven van handelsovereenkomsten en huwelijksaktes. Ze moeten in die zin niet als een partij of sekte worden beschouwd zoals de farizeeën, sadduceeën of essenen dat wel waren. Sommige priesters of Levieten waren schriftgeleerden, maar ook sommige leiders van de farizeeën.

## Jodendom
Het Hebreeuwse woord סופר, sofer (meervoud: סופרים, soferim) duidde eerst een (koninklijke) secretaris of (af)schrijver aan (vergelijk 2 Samuel 8:17; 20:25; 1 Koningen 4:3; 2 Koningen 22:3). Later werd het gebruikt om eenvoudig een kopiist aan te duiden. Pas later kreeg het primair een religieuze lading als kopiist maar vooral ook kenner van de Thora. Een voorbeeld van deze verschuiving is Ezra. In Ezra wordt het "wereldlijke" beroep van sofer, "schrijver" voor het eerst in verband gebracht met "goed onderlegd zijn" in de wet van Mozes:
Ezra was een schrijver, goed onderlegd in de wet van Mozes, de wet die de HEER, de God van Israël, heeft gegeven ... (Ezra 7:6)
Andere vertalingen gebruiken de term "schriftgeleerde", waar hier "schrijver" staat. Kort hierna gaf Ezra de aanzet voor een groep Levieten die zich toelegde op de tekst van de wet van Mozes en deze ging onderwijzen aan het volk (Nehemia 8:4-9,13). Het lijkt erop dat kort daarna schrijver als beroep werd gezien (Nehemia 13:13). Het beroep van schriftgeleerde komt echter pas in latere delen van de Hebreeuwse Bijbel voor (vergelijk Sirach 38:24-39:11 [Lutherbijbel: Sirach 38:25-39:15]; 1 Makkabeeën 7:12; 2 Makkabeeën 6:18).

## Nieuwe Testament

### Evangeliën
In de evangeliën wordt het Koinè woord γραμματεὺς, grammateús gebruikt in de zin zoals de latere rabbijnen, als een gesloten orde van deskundige geleerden die de geest van Mozes hadden geërfd (Matteüs 23:2). Ze werden hooggeacht (Marcus 12:38-39) als kenners van de wet en leraren die Gods wil, boodschap en oordeel verkondigden. Als geleerden ondervroegen ze Jezus over zijn boodschap en het breken met de traditie (Marcus 7:1-5); als leden van het sanhedrin steunden ze zijn vervolging en veroordeling (Marcus 15:1).
Jezus' strengste boodschappen waren gericht aan de schriftgeleerden en farizeeën (Matteüs 23). In Lucas 11:46-52 en 20:46 maakte Jezus een onderscheid in zijn aanklacht. Hierbij moet in gedachten worden gehouden dat slechts enkele farizeeën geleerden waren, het was in essentie een lekenpartij. Jezus veroordeelde expliciet de schriftgeleerden met verwijzing naar hun leer en de daaruit voortvloeiende sociale claims en voorrechten. In de bergrede ging Jezus specifiek in op de theologie van de schriftgeleerden: "Jullie hebben gehoord dat werd gezegd ..." (Matteüs 5:20-48). Hun wetticisme ontkrachtte Gods ware bedoeling van de wet (Marcus 7:9-23). Verdere bezwaren waren gebrek aan nederigheid (Matteüs 23:5-13), zelfzucht en onoprechtheid (Marcus 12:40) en het feit dat zij zelf niet deden wat ze predikten (Lucas 11:46).
Toch waren niet alle schriftgeleerden per definitie verloren, want zij zouden leerling van Jezus kunnen worden (Matteüs 13:52; vergelijk Matteüs 5:19).

### Verder gebruik
In Handelingen 19:35 wordt grammateús gebruikt om de stadssecretaris aan te duiden, wat overeenkomt met het oorspronkelijke gebruik van het Hebreeuwse sofer (zie boven).
Paulus zag in de verwerping van Jezus door de schriftgeleerden de vervulling van Jesaja 33:18 (1 Korintiërs 1:20).